# Dana van Dreven
Pour les articles homonymes, voir Dana.
Lady Dana, de son vrai nom Dana van Dreven, née le 8 juillet 1974 à Amsterdam, est une productrice et disc jockey de hardstyle néerlandaise. Elle est reconnue par les fans et la presse spécialisée comme la véritable figure de la scène hard dance internationale. Elle est souvent désignée comme la « reine du hardstyle » (en néerlandais : koningin van hardstyle).

## Biographie
Dana commence sa carrière musicale en 1993 avec un style décrit comme un « mélange de hard dance accompagné d'une touche féminine. » Fille unique, elle grandit avec sa mère et son beau-père, et passe beaucoup de temps seule chez elle. À l'âge de 16 ans, ses amis allaient déjà en club, mais Dana n'osait pas y aller du fait que la drogue y était présente.
Son premier EP, Dana - Restyled, est bien accueilli dans son ensemble. Dana explique « les commentaires optimistes m'ont donné le courage de continuer sur cette voie : faire mes propres productions et aider des producteurs inconnus mais talentueux à se faire connaître. » À la fin des années 1990, Dana s'implique dans la musique gabber.
En 2003 et 2004, Dana est nommée aux TMF Awards, un prix musical aux Pays-Bas. Elle atteint également la 55e place de la liste des 100 meilleurs disc jockeys au monde du magazine britannique Mixmag. À cette période, elle explique : « J'ai mis toute mon énergie dans mes dernières années de disc jockey. Maintenant, je vais en studio pour créer mon propre label, Danamite. » En 2004, elle fait paraître un album simplement intitulé Dana, distribué par le label ID&T, tiré vers un style plus axé techno, et se vend à plus de 35 000 exemplaires dans l'année,. En 2006, elle fait paraître l'album Just Dana à son propre label, Danamite, bien accueilli avec une note de 81 sur 100 au site Partyflock ; elle conclut une longue tournée promotionnelle locale dans les plus grands clubs des Pays-Bas. La même année, elle atteint la 26e place du DJ Mag.

## Discographie
- 2002 : ID&T Presents Dana
- 2004 : Dana
- 2006 : Just Dana
- 2008 : Havido Dana